# Alpha Antliae
Désignations
Alpha Antliae (α Ant / α Antliae) est l'étoile la plus brillante de la constellation de la Machine pneumatique. Sa magnitude apparente est de +4,25
Alpha Antliae est une étoile géante rouge de type spectral K3III. D'après la mesure de sa parallaxe annuelle par le satellite Gaia, elle est distante d'environ ∼ 366 a.l. (∼ 112 pc) de la Terre.